# Phạm Đôn Lễ
Phạm Đôn Lễ (chữ Hán: 范敦禮, 1457 - 1531), tự là Lư Khanh, là Trạng nguyên khoa Tân Sửu (1481), niên hiệu Hồng Đức 12, đời vua Lê Thánh Tông. Vì có công dạy dân làng dệt chiếu cói nên còn gọi là Trạng Chiếu hay Tam nguyên Đôn Lễ.. Ông làm quan đến các chức Tả thị lang, rồi Thượng Thư.

## Tiểu sử
Phạm Đôn Lễ quê gốc ở Tứ Kỳ Hải Dương.sinh ở làng Hải Triều (tục gọi là Làng Hới) (hiện nay vẫn dùng được cả hai cách gọi này) thuộc tổng Thanh Triều, huyện Ngự Thiên, phủ Long Hưng, (nay là thôn Hải Triều, xã Tân Lễ, huyện Hưng Hà tỉnh Thái Bình). Ông đỗ đầu cả ba kỳ: thi Hương, thi Hội và thi Đình nên gọi là Tam nguyên. Tại trường thi Đình, ông đỗ chính danh Trạng nguyên khoa Tân Sửu (1481), niên hiệu Hồng Đức 12, đời vua Lê Thánh Tông. Vì có công dạy dân làng dệt chiếu cói nên còn gọi là Trạng Chiếu hay Tam nguyên Đôn Lễ.. Ông làm quan đến các chức Tả thị lang, rồi Thượng Thư. Ông là người cùng làng với Lễ nghi học sĩ Nguyễn Thị Lộ.

## Quan nghiệp và đóng góp
Ông làm quan đến các chức Tả thị lang, rồi Thượng Thư đời vua Lê Thánh Tông. Sau đó được cử đi sứ sang nhà Minh (Trung Quốc). Khi về nước, ông đã đem các kỹ thuật dệt chiếu tiên tiến mà ông học được ở Quế Lâm tỉnh Quảng Tây Trung Quốc, về truyền bá cho dân làng Hải Triều và dân các làng miền duyên hải trấn Sơn Nam Hạ.
Trước đó dân miền biển thường dệt chiếu với bàn dệt không có ngựa đỡ. Với kỹ thuật dệt chiếu với bàn dệt nằm có ngựa đỡ sợi (sợi đay) học được của người Trung Quốc, ông đã giúp người dân quê hương dệt ra những loại chiếu đẹp hơn, nhanh hơn. Sợi đay được căng trên ngựa đỡ, thuận lợi cho người trao chiếu (tức là trao cói), đẩy nhanh được tốc độ dệt chiếu. Chính nhờ cải cách này nghề dệt chiếu thủ công ở vùng ven biển miền Bắc trở nên phát triển, làng Hải Triều thành làng dệt chiếu nổi tiếng. Đã từ vài chục năm nay, chiếu Hới- Hải Triều có mặt ở khắp mọi miền tổ quốc từ Bắc vào Nam.
Khi từ quan, ông về ở và dạy học tại làng Mỹ Xá, nay thuộc xã Ngọc Sơn, thành phố Hải Dương, tỉnh Hải Dương. Tại khu đất Đồng Cời thuộc thôn Mỹ Xá, xã Ngọc Sơn hiện nay có lăng mộ thờ Trạng nguyên Phạm Đôn Lễ.
Con trai Phạm Đôn Lễ là Phạm Nguyên Chấn cũng đỗ Hoàng giáp tiến sĩ ở triều nhà Lê sơ.